# Красносюндюковское I городище
Красносюндюковское I городище (Красно-Сундюковское I городище) — археологический памятник, относится к числу домонгольских городов Волжской Булгарии. Городище расположено в 300 м от с. Красное Сюндюково Ульяновского района Ульяновской области на пологом склоне первой надпойменной террасы правого берега р. Свияги.